# Всемирная выставка (2008)
ЭКСПО-2008 — всемирная выставка, которая проходила с 14 июня по 14 сентября 2008 года в городе Сарагоса.
16 декабря 2004 года Сарагоса была выбран местом проведения международной выставки 2008 года, опередив других кандидатов — Салоники и Триест. Данная выставка совпадает с двухсотлетней годовщиной обороны Сарагосы (1808 год) и столетним юбилеем испано-французской выставки 1908 года.
Наиболее сильным аргументом испанской заявки оказалась основная концепция выставки «Вода и устойчивое развитие». Формат этой выставки отличается от универсальных ЭКСПО строгой тематической направленностью мероприятий.

## Символ
Логотип и талисман, победившие в конкурсах с участием известных дизайнеров и художников, являются символикой Всемирной специализированной выставки Expo 2008.

Логотип выставки

Оба элемента созданы для передачи идеи Expo, рождённой с целью предложения новых решений для будущих поколений. В основе этой идеи лежит один из основных элементов происхождения жизни.
Вода и город органично сочетаются друг с другом. Большая буква Z, выполненная в виде воды, обволакивает слово Expo, название города-организатора выставки и год её проведения. Синий и «прозрачный» (цвет воды) цвет комбинируется с красным и жёлтым. Это цвета трех администраций-организаторов выставки.
Флюви — это имя добродушного, симпатичного, выразительного и трогательного персонажа, который представляет официальный талисман Expo 2008. Флюви — символическая капля воды, её положительная составляющая. Миссия талисмана — представлять образ Expo во всем мире.

## Выставочный комплекс

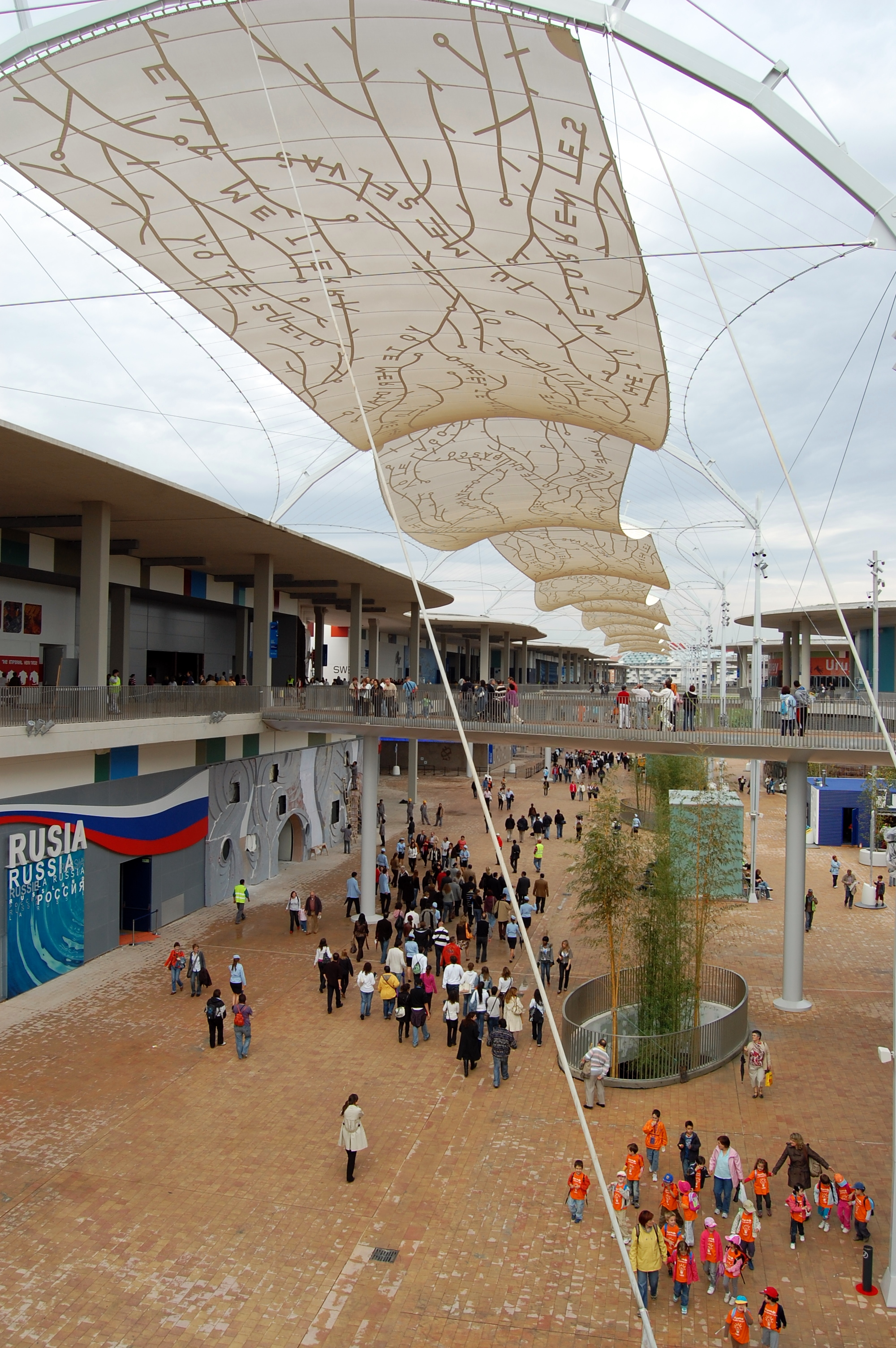
Главная улица на Expo 2008

Выставочный комплекс, имеющий площадь 25 гектаров, входит в состав городского Парка Воды.
Комплекс находится менее чем в двадцати минутах ходьбы от центра города и в 700 метрах от автобусной станции и вокзала. Он связан с основными транспортными сетями города.
«Expo 2008» находится в черте города Сарагоса, на берегу самой полноводной испанской реки — Эбро. Сооружение «Водная башня», «Павильон-мост», «Речной аквариум» — это лишь некоторые компоненты выставочного комплекса в Сарагосе.
Выставочная зона поделена на восемь территорий, каждая из которых отражает различные климатические условия: «Снег и лед», «Пустыни, оазисы и степи», «Саванны и луга», «Леса», «Тропические сельвы», «Горы и возвышенности», «Великие реки и равнины», «Острова и побережья». Кроме того, в павильоне каждого государства была представлена его национальная кухня, предложены к продаже типичные продукты страны.
Выставочный комплекс снабжен самыми современными технологиями, отвечающими требованиям участников выставки: стран, предприятий и организаций. Вблизи комплекса располагается Дворец Конгрессов, несколько отелей, термальный комплекс и спортивные сооружения (водный канал с имитацией бурной воды, бассейны и речные пляжи).

## Участники
Всего в выставке приняло участие 104 страны.
| Участники          | Участники                | Участники         | Участники                |
| ------------------ | ------------------------ | ----------------- | ------------------------ |
| Алжир              | Андорра                  | Ангола            | Антигуа и Барбуда        |
| Аргентина          | Австрия                  | Багамы            | Барбадос                 |
| Бельгия            | Белиз                    | Боливия           | Бразилия                 |
| Болгария           | Камерун                  | Кабо-Верде        | Китай                    |
| Гана               | Колумбия                 | Коста-Рика        | Хорватия                 |
| Куба               | Кипр                     | Дания             | Восточный Тимор          |
| Доминика           | Доминиканская Республика | Эквадор           | Экваториальная Гвинея    |
| Египет             | Сальвадор                | Эфиопия           | Македония                |
| Франция            | Германия                 | Греция            | Гренада                  |
| Гватемала          | Гаити                    | Гондурас          | Венгрия                  |
| Индия              | Индонезия                | Италия            | Ямайка                   |
| Япония             | Иордания                 | Казахстан         | Кения                    |
| Республика Корея   | Кувейт                   | Ливия             | Литва                    |
| Малайзия           | Мали                     | Мальта            | Мавритания               |
| Мексика            | Монако                   | Монголия          | Марокко                  |
| Мозамбик           | Намибия                  | Непал             | Нидерланды               |
| Никарагуа          | Нигер                    | Нигерия           | Оман                     |
| Пакистан           | Панама                   | Парагвай          | Перу                     |
| Филиппины          | Польша                   | Португалия        | Катар                    |
| Румыния            | Россия                   | Сент-Китс и Невис | Сент-Винсент и Гренадины |
| Сент-Люсия         | Саудовская Аравия        | Сенегал           | Словакия                 |
| Соломоновы Острова | ЮАР                      | Испания           | Судан                    |
| Суринам            | Швеция                   | Швейцария         | Танзания                 |
| Таиланд            | Тринидад и Тобаго        | Тунис             | Турция                   |
| Уганда             | ОАЭ                      | Уругвай           | Вануату                  |
| Ватикан            | Венесуэла                | Вьетнам           | Йемен                    |

## После выставки
После того как 14 сентября Всемирная специализированная выставка завершила свою работу, павильоны «Expo-2008» будут перестроены[когда?] в Деловой Парк общей площадью 160 000 квадратных метров. Реализация проекта по реконструкции павильонов поручена компаниям Estudio Lamela и Master de Ingenieria y Arquitectura, в то время как коммерциализацией внутренних помещений будут заниматься[когда?] международные консультанты Джоунс Ланг и Кинг Стердж.
Павильоны, входящие в состав здания Саппорт Билдинг, будут реконструированы.[когда?] Три павильона Ронда, пять павильонов Эбро и здание Автономных Регионов также будут перестроены.[когда?] Они будут состоять[когда?] из четырёх этажей, предназначенных для использования сторонними компаниями. На этажах будут находиться [когда?]офисы, помещения компаний, специализирующихся в области досуга, а также рестораны.
Проект реконструкции павильонов предусматривает строительство[когда?] ряда офисных зданий, внешний вид которых должен соответствовать облику строений Всемирной Специализированной Выставки ЭКСПО-2008. Тем не менее, при строительстве зданий будут использоваться[когда?] новые архитектурные решения, которые позволят[когда?] удобно расположить офисные помещения. В основе офисных зданий лежит каркасная конструкция, которую будут использовать[когда?] ряд служб павильона. Однако исчезнут такие недолговечные элементы, как фасады, дорожки и переходы. Здания Ронда будут иметь[когда?] большую центральную улицу, в то время как в павильонах Эбро будут открыты[когда?] внутренние дворики, что позволит естественному свету проникать в места, требующие освещения. Что касается конструкции зданий, то в них будут установлены[когда?] перекладины из кованого железа, предназначенные для постройки двух новых этажей между двумя существующими.
Цель данного проекта состоит в том, чтобы свести к минимуму затраты на создание новой инфраструктуры зданий по окончании выставки. Главная задача реконструкции павильонов — извлечь максимальную пользу из существующих архитектурных решений и достигнуть максимальной универсальности зданий, позволяющей их использовать в дальнейшем.